# The Magic Lanterns
The Magic Lanterns was een Britse pop/rockband uit Warrington.

## Bezetting
Vroege leden
- Jimmy Bilsbury/Pilsbury (zang, gitaar)
- Peter Shoesmith (gitaar)
- Ian Moncur (basgitaar)
- Allan Wilson (drums)

Latere leden
- Jimmy Bilsbury/Pilsbury
- Alistair/Les Beveridge (zang, gitaar)
- Peter Garner (zang, gitaar)
- Mike "Oz" Osborne (zang, basgitaar)
- Harry Paul Ward (zang, drums)
- Kevin Godley
- Lol Creme
- Steve Rowland (songwriter (van The Family Dogg)
- Albert Hammond (songwriter)
- Christopher Wren (zang)
- Mitch Mitchinson (gitaar)

## Geschiedenis
The Magic Lanterns werden opgericht in 1962 als The Sabres, speelden plaatselijk in Manchester en wijzigden een paar jaar later hun naam in The Magic Lanterns. Ze tekenden bij CBS Records en brachten in 1966 hun eerste single Excuse Me Baby uit (#44) in de Britse hitlijst. Een paar singles later brachten ze het album Lit Up op de markt. In 1968 wisselden ze naar Atlantic Records en brachten daar hun eerste hit Shame, Shame uit in de Amerikaanse Billboard Hot 100 (#29) en de Canadese RPM-hitlijst (#3). Shame, Shame werd ook uitgebracht in het Verenigd Koninkrijk bij het kort bestaande label Camp Records. Melt All Your Troubles Away volgde in het daaropvolgende jaar, maar geen van beiden behaalden een hitsucces. De single Give Me Love volgde, evenals een Stateside Records-album. Ze wisselden in 1970 naar Big Tree Records, waar hun tweede en tevens hun laatste album volgde.
Ze hadden twee kleinere hits in de Verenigde Staten: One Night Stand (#74, 1971) en Country Woman (#88, 1972). Begin 1970 verliet leadzanger/songwriter Jimmy Bilsbury de band voor de Les Humphries Singers met orkestleider Les Humphries. Veel van de andere leden verlieten na Bilsbury's vertrek de band voor carrières in andere bereiken. Songwriter Albert Hammond echter ging verder voor meer faam en bassist Mike Osborne zou zich meerdere decennia bezighouden met het aanvechten van de onjuiste veronderstelling dat Ozzy Osbourne in zijn vroege carrière werkelijk had gespeeld met The Lanterns.
In 1972 bracht de band verdere singles uit bij Polydor in het Verenigd Koninkrijk.

## Discografie

### Singles
- 1966: Excuse Me Baby / Greedy Girl (CBS)
- 1966: Rumplestiltskin / I Stumbled (CBS)
- 1966: Knight In Rusty Armour / Simple Things (CBS)
- 1967: Auntie Grizelda / Time Will Tell (If I'm A Loser) (CBS)
- 1967: We'll Meet Again / What Else Can It Be But Love (CBS)
- 1968: Shame Shame / Baby I Gotta Go Now (Camp)
- 1969: Melt All Your Troubles Away / Bossa Nova 1940 - Hello You Lovers (Camp)
- 1970: One Night Stand / Frisco Annie (Polydor)
- 1973: Stand For Our Rights / Pa Bradley (Polydor)

### Albums
- 1968: Lit Up - With The Magic Lanterns (alleen UK, CBS Records)
- 1969: Shame, Shame (alleen VS, Atlantic Records)
- 1970: One Night Stand (Big Tree Records)